# نتروفين
نتروفين هو مركب عضوي يُستخدم كمبيد للأعشاب، وينتمي إلى فئة ثنائي فينيل الإيثر.  

## التأثيرات الصحية
أدرجت الوكالة الدولية لأبحاث السرطان مركب النيتروفين ضمن مركبات الفئة 2ب في تصنيفها للمواد المسرطنة، مما يعني أنه من المحتمل أن يكون مادة مسرطنة للإنسان.
عُثر على مركب النيتروفين في عام 2002 في الأعلاف العضوية، والبيض العضوي، ومنتجات الدواجن العضوية في ألمانيا مما أدى إلى فضيحة تسببت في انخفاض جميع مبيعات اللحوم العضوية في أوروبا.

## الوضع القانوني
حظر كل من الاتحاد الأوروبي والولايات المتحدة الأمريكية بيع واستخدام مبيدات النيتروفين في عام 1996 نظرًا للمخاوف المتعلقة بقدرته على التسبب في الإصابة بالسرطان، وقد حلت محلها منذ عام 2002 مركبات فئة مثبطات إنزيم البروتوبورفيرينوجين أوكسيداز من مبيدات الأعشاب ومن بينها الأسفلورفن، والفوميسافين. 